# Louis Guillouet d'Orvilliers
Louis Guillouet, comte d'Orvilliers, né à Moulins le 23 mars 1710 et mort le 14 avril 1792 dans cette même ville, est un officier de marine et aristocrate français du XVIIIe siècle. Il sert pendant cinquante ans au sein de la Marine royale pendant la guerre de Succession d'Autriche et la guerre de Sept Ans ; lieutenant général des armées navales et Commandeur de Saint-Louis il se distingue particulièrement pendant la guerre d'indépendance des États-Unis et notamment à la bataille d'Ouessant en juillet 1778, au cours de laquelle il défait la flotte britannique de l'amiral Keppel.

## Biographie

### Origines et famille
Louis Guillouet est issu d'une famille de la noblesse bourbonnaise dont les membres sont marins de père en fils. Le nom Guillouet est un diminutif qui proviendrait du breton "Guillou", hypocoristique du nom de baptême Guillaume.
Né à Moulins le 26 mars 1710, il est le fils de Claude Guillouet, seigneur d'Orvilliers, écuyer, nommé capitaine de frégate en 1712, gouverneur de Cayenne (capitale de la Guyane française) de 1716 à 1728, et de sa femme Marie de Vic de Pontgibaud. Son père est anobli par Lettres patentes de juin 1720, et reçoit le titre de comte d'Orvilliers. Les Guillouet sont gouverneurs de Guyane de père en fils. L'arrière-grand-père de Louis Guillouet, Joseph-Antoine Le Febvre de La Barre, gouverneur de la Nouvelle-France et des Antilles-Guyane d’assez mauvaise réputation, avais repris Cayenne aux Néerlandais en 1664. Le père de Claude et grand-père de Louis et Gilbert, Rémy Guillouet — gendre de Lefebvre de la Barre, et donc grand-oncle du malheureux chevalier de la Barre, supplicié en 1766 — avait été gouverneur en titre de 1706 à 1713, après avoir été lieutenant du roi, puis gouverneur par intérim. Enfin, Gilbert Guillouet, le frère cadet de Louis, le sera de 1749 à 1763.

### Jeunesse et débuts
Né dans le Bourbonnais (aujourd'hui l'Allier), d'Orvilliers passe néanmoins la majeure partie de son enfance à Cayenne, où son père était gouverneur. En 1723, âgé de quinze ans, il rejoint les troupes coloniales et intègre le régiment d'infanterie de la colonie, au sein duquel il s'élève rapidement au rang de lieutenant.

### Carrière dans la Marine royale
En 1728, il est transféré dans la Marine royale. Le 5 avril 1728, il intègre une compagnie de garde-marine. En 1734, il sert sur le vaisseau Le Saint-Philippe, qui faisait partie de l'escadre aux ordres de Duguay-Trouin. Promu enseigne de vaisseau en 1741, il passe sur L'Apollon, commandé par Jean-Baptiste Mac Nemara, qui avait une mission pour Lisbonne. Il sert aux Antilles et au Québec. Lieutenant de vaisseau en 1743, il combat au cap Sicié l'année suivante. Fait chevalier de Saint-Louis en 1746.
Il épouse, le 31 août 1747 à Rochefort, Marie-Anne-Thérèse Chesnel, qui devint — à la mort de son frère Charles-Roch Chesnel, capitaine de vaisseau, chevalier de Saint-Louis (en 1754) — dame de Château-Chesnel, Chazotte, Mesnac, Montignac, Burie, Villars-les-Bois, Mansac et Migronneau. Le père de la mariée, le marquis d'Écoyeux, mort depuis trois ou quatre ans, avait été chef d'escadre.
Louis Guillouet est promu capitaine de vaisseau le 23 mai 1754 et reçoit le commandement de la frégate La Nymphe, de 20 canons. Il croise en escadre d'évolutions en Atlantique la même année puis protège des convois en 1755. En 1757, il commande le vaisseau Le Belliqueux dans la flotte de neuf vaisseaux et deux frégates envoyée sous Dubois de La Motte, renforcer les défenses de Louisbourg, en Nouvelle-France. La colonies française est alors menacée par une escadre britannique sous le commandement de Francis Holburne. Les renforts français dissuadent les Britanniques d'attaquer mais, les équipages français sont bientôt atteints par le typhus et la flotte de Dubois de La Motte est contrainte de quitter Louisbourg le 30 octobre avec 5 000 malades.
Au printemps 1756, il commande La Nymphe, envoyée à Minorque avec l'escadre placée sous les ordres de La Galissonière,. La flotte française remporte une victoire sur celle de l'amiral Byng et, après avoir assiégé la principale place-forte de l'île, Minorque tombe aux mains des Français, au début de l'été. Il est plus tard associé à la bataille située près de Santo Domingo dans les Antilles et est promu chef d'escadre lors de la promotion du 1er octobre 1764 et fait commandeur de l'ordre de Saint-Louis, il dirige plusieurs expéditions sur les vaisseaux Le Belliqueux et Le Guerrier. À bord de L'Alexandre, il commande la campagne d'évolution qui se déroule en 1772. Nommé commandant de la Marine à Brest en 1775, en remplacement du comte de Breugnon, il se rapproche du ministre de la Marine, Antoine de Sartine, qui l'appréciait et le consultait pour la rédaction de ses ordonnances.

#### Guerre d'indépendance des États-Unis
En 1777, la France a commencé son aide aux treize colonies américaines contre la Grande-Bretagne. D'Orvilliers est nommé lieutenant général des armées navales le 6 février 1777. Cette promotion peut paraître tardive, puisqu'elle survient à 67 ans, mais elle n’a rien d’exceptionnel : la Royale étant — à l'époque — dirigée par des vieillards,.
Il est chargé du commandement de l'armée navale, forte de 32 vaisseaux de ligne et divisée en trois escadres, qui était réunie au port de Brest pour engager la Marine royale dans l'océan Atlantique. D'Orvilliers approche alors de 68 ans, et les longues années passées en mer ont fait de lui un vieillard diminué physiquement. Le 2 janvier 1778, en partant de Brest pour aller recevoir à Versailles les instructions orales du Ministre, il écrit à ce dernier : « Je courrai comme un vieillard qui redoute le froid et ne peut entreprendre de fortes journées. »

##### La bataille d'Ouessant

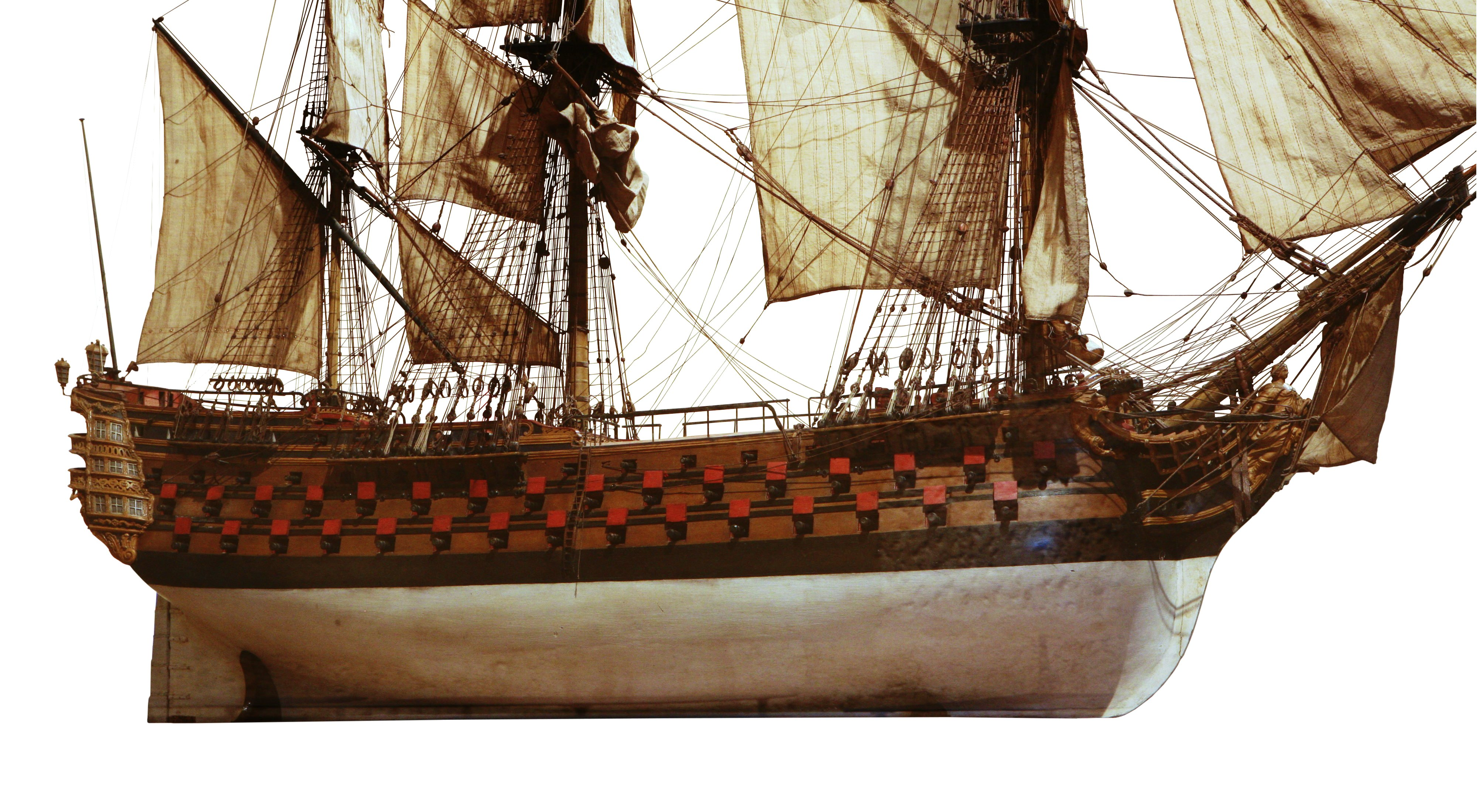
La Bretagne, trois-ponts (110 canons) issu du « don des vaisseaux » des années 1760, participe activement à la guerre d'indépendance américaine et porte la flamme d'Orvilliers à la première bataille d'Ouessant en 1778. (maquette exposée au musée naval de Brest).

Son plus grand succès a lieu à la bataille d'Ouessant, le 27 juillet 1778. Le 8 juillet, la flotte française quitte Brest où elle était stationnée et entre en vue, le 23, de la flotte anglaise commandée par l'amiral Keppel. Le 27, à onze heures du matin, les deux flottes rangées en ligne de bataille entrent en contact. Le combat dure trois heures, avec un acharnement égal de part et d'autre, mais avec des pertes supérieures côté britannique.
À l'issue du premier engagement, une brèche apparaît entre l'ensemble de la ligne britannique et ses cinq derniers vaisseaux. L'occasion n'est cependant pas saisie par les Français d'isoler et de réduire ceux-ci. Cette maladresse donnera lieu à polémique sur la responsabilité du duc de Chartres (futur "Philippe Égalité"), qui commandait l'escadre bleue, la plus proche des attardés, son chef d'escadre (La Motte Picquet) ayant déclaré n'avoir pas compris les instructions reçues par signaux[réf. nécessaire]. Certains accusèrent ce capitaine d'avoir voulu protéger du feu son illustre passager. Le duc, dont d'autres témoins rapportèrent qu'il avait au contraire pris l'initiative hardie d'abattre sur les vaisseaux isolés mais qu'il fut arrêté dans sa manœuvre par un rappel de l'amiral, dut ensuite subir les moqueries du petit peuple de Paris. De cette époque commencent les premières fâcheries du duc contre le Roi.
D'Orvilliers, lui, reçoit une pension de 6 000 livres sur le budget de l'ordre royal et militaire de Saint-Louis, par brevet du 4 août 1778.

##### Fiasco franco-espagnol dans la Manche (1779)
Au mois de mai 1779, d'Orvilliers sort à nouveau du port de Brest avec 30 vaisseaux de ligne, et se rend à la hauteur de La Corogne, où 35 vaisseaux espagnols devaient se rallier à son pavillon. Mais ces vaisseaux se firent longtemps attendre; et, pendant les trois mois qu'il resta en croisière sur les côtes d'Espagne, son armée est décimée par le scorbut, qui lui enlève la moitié de ses équipages. Son fils unique, lieutenant sur le vaisseau La Bretagne, embarqué à ses côtés, est lui aussi victime du scorbut et décède fin juillet 1779.
Forte de 65 vaisseaux, la flotte franco-espagnole rassemblée remonte dans la Manche avec l'intention de débarquer en Angleterre près des ports de Portsmouth et Plymouth. Mais, après avoir vainement lutté, pendant plus de quinze jours, avec des vents contraires, il est obligé de renvoyer plusieurs de ses vaisseaux, qui ne pouvaient plus manœuvrer, faute d'équipages (décimés par le scorbut).
Critiqué pour la direction des forces navales sous son commandement, il rentre au port de Brest en octobre 1779 et préfère se démettre de son commandement et obtient du roi la permission de quitter le service. La mort de son épouse en 1783 l'affecte considérablement et il se retire au séminaire Saint-Magloire à Paris.
Il revient plus tard à Moulins, où il meurt en 1792.

### Postérité
L'historien du XIXe siècle, Léon Guérin écrit :

« Toutefois c'était pendant la paix qu'il [D'Orvilliers] s'était jusqu'ici le plus fait connaître par de belles campagnes d'évolutions. Comme tacticien, il ne le cédait à aucun marin de l'époque ; sa réputation était égale à son mérite. On pourrait même croire que la crainte de la compromettre lui fit manquer de décision, si sa correspondance avec Sartine n'était là pour attester que tantôt l'inaction de la flotte, tantôt la faiblesse des résultats obtenus par celle-ci tinrent à des circonstances complètement indépendantes de sa volonté. Comme tous les hommes illustres dans sa carrière, d'Orvilliers était le père des officiers, des matelots et des soldats placés sous ses ordres. Tout en signalant les fautes de chacun pour qu'on évitât de les renouveler il prêchait l'indulgence au sévère Sartine surtout dans le commencement d'une guerre où la plupart des officiers ne pouvaient se dissimuler à eux-mêmes qu'ils manquaient d'expérience et où en sévissant trop rigoureusement contre des erreurs qui n'étaient nullement intentionnelles on risquait d'ôter toute l'énergie des âmes. D'Orvilliers voulait prendre pour modèle la fameuse campagne du large de 1691 dans laquelle Tourville avait contenu toutes les forces combinées d'Angleterre et de Hollande supérieures à son armée qui n'était que de quarante quatre vaisseaux de ligne Pour cela il demandait qu on ne fît point entrer la flotte dans la Manche où l'on n'avait point encore de port propre à la recevoir et où elle serait en risque d être chargée d'un coup de vent d'ouest ou de sud ouest qui la pousserait nécessairement à la côte d'Angleterre et il était d'avis qu'on la fit croiser à une distance convenable du canal pour qu'elle n'y fût pas emportée par les courants. Néanmoins il se proposait de détacher des frégates et corvettes dans la Manche pour éclairer ces parages et d'en étendre dans tous les autres pour éviter d'être surpris et s'assurer de l'ordre de bataille qu il devrait prendre relativement à la force de l'ennemi. »

### Source et bibliographie
- Michel Vergé-Franceschi, Les Officiers généraux de la Marine royale : 1715-1774, Paris, Librairie de l'Inde, 1990, 383 p. (ISBN 2-905455-04-7)
- Georges Lacour-Gayet, La marine militaire de France sous le règne de Louis XVI, Paris, éditions Honoré Champion, 1905 (lire en ligne)
- Louis Gabriel Michaud, Biographie universelle ancienne et moderne, vol. 31, Paris, 1842 (lire en ligne), p. 432
- Léon Guérin, Histoire maritime de France, vol. 2, Andrieux, 1844 (lire en ligne), p. 412 et suiv.
- « L’amiral Guillouet d’Orvilliers à Château-Chesnel » dans Bulletin de la société des Archives, tome Ier, p. 176
- Martine Acerra, Jean Meyer et José Merino, Les marines de guerre européennes : XVIIe – XVIIIe siècle, Presses Paris Sorbonne, 1998, 447 p. (lire en ligne)
- Service historique de la marine, Revue maritime, Ministère de la Marine, Librairie militaire de L. Baudoin,  (ISSN 0335-380X), p. 1645 et p. 1814
- de Richemond, Recueil de la Commission des arts de la Charente-Inférieure, t. 17, 1905 (lire en ligne), p. 321-339